# Jaroslav Pospíšil (fotbalista)
Jaroslav Pospíšil (* 7. října 1947) je bývalý český fotbalový záložník.

## Fotbalová kariéra
V československé lize hrál za SONP Kladno. Nastoupil v 11 ligových utkáních, gól v lize nedal.

## Ligová bilance
| Ročník                                   | Zápasy | Góly | Minuty | Klub        |
| ---------------------------------------- | ------ | ---- | ------ | ----------- |
| 1. československá fotbalová liga 1969/70 | 11     | 0    | 808    | SONP Kladno |
| CELKEM 1. liga                           | 11     | 0    | 808    |             |